# 20 de juny
El 20 de juny és el cent setanta-unè dia de l'any del calendari gregorià i el cent setanta-dosè en els anys de traspàs. Queden 194 dies per a finalitzar l'any.

## Esdeveniments
Països Catalans
- 1705 - Gènova, Ligúria: En el marc de la Guerra de Successió, Antoni de Peguera, en nom de Catalunya, i Mitford Crowe, plenipotenciari de la reina Anna d'Anglaterra, signen el pacte pel qual els anglesos donen suport als catalans partidaris de l'arxiduc Carles d'Àustria.[1]
- 1808 - Girona: l'exèrcit espanyol guanya el primer setge de Girona de 1808 i l'exèrcit napoleònic es retira durant la guerra del Francès.
- 1931 - Vall de Núria, Queralbs, Ripollès: la Ponència Redactora de l'Avantprojecte de l'Estatut de Catalunya, presidida per Jaume Carner enllesteix la feina.
- 1983 - Primera emissió de Catalunya Ràdio
- 2002 - Catalunya: vaga general contra la política econòmica del govern espanyol.

Resta del món
- 451: una coalició romana liderada pel general Flavi Aeci i el rei visigot Teodoric I derrota l'aliança dels huns comandada pel rei Àtila en la batalla de Châlons (o dels camps Catalàunics).
- 1520 - Camp del Drap d'Or, final de la trobada diplomàtica celebrada entre els reis d'Anglaterra i França.
- 1870 - París: acaba la publicació en fulletó de Vint mil llegües de viatge submarí de Jules Verne.
- 2002 - Espanya: Vaga General contra la política econòmica del govern del PP.
- 2006 - Dallas, Texas, EUA: Els Miami Heat derroten per 4-2 als Dallas Mavericks en les finals de l'NBA.
- 2010 - Acord estratègic entre Eusko Alkartasuna i l'esquerra abertzale

## Naixements
Països Catalans
- 1774 - Montbrió del Camp: Lluïsa Dalmau i de Falç, abadessa de Vallbona de les Monges.[2]
- 1861 - Barcelona: Adela Clemente i Ferran, actriu catalana (m. 1910).[3]
- 1895 - Palma, Mallorca: Emili Darder i Cànaves, darrer batle republicà de Palma (m. 1937).
- 1940 - Barcelona: Josep Maria Benet i Jornet, dramaturg i guionista català.
- 1952 - Barcelonaː Rosa Novell i Clausells, actriu i directora escènica catalana (m. 2015).[4]
- 1954 - 
  - Barcelona: Georgina Cisquella, periodista i guionista de documentals.[5]
  - Barcelona: Anna Rosa Cisquella, actriu, directora i productora teatral.[5]
- 1976 - Caldes d'Estrac: Alícia Romero Llano, política catalana, que ha estat diputada al Parlament de Catalunya.[6]

Resta del món
- 1725, Saragossa (Espanya): Joaquín Ibarra, impressor espanyol, el més rellevant del seu temps (m. 1785).
- 1743, Kibworth Harcourt, Leicestershire: Anna Laetitia Barbauld, assagista anglesa, poeta, i crítica literària.[7]
- 1819, Colònia, Regne de Prússia: Jacques Offenbach, compositor francoalemany (m. 1880).[8]
- 1833, Baiona (França): Léon Bonnat, pintor francès (m. 1922).[9]
- 1861, Eastbourne, Anglaterra: Frederick Gowland Hopkins, bioquímic i metge anglès, Premi Nobel de Medicina o Fisiologia de 1929 (m. 1947).[10]
- 1884, Nashville, Tennessee: Mary R. Calvert, calculadora astronòmica i astrofotògrafa estatunidenca (m. 1974).[11]
- 1887, Hannover (Alemanya): Kurt Schwitters, artista alemany, pintor, escultor, poeta sonor i grafista (m. 1948).[12]
- 1891, Marigliano, Nàpols: Giannina Arangi-Lombardi, important soprano associada amb el repertori italià (m. 1951).[13]
- 1905, Nova Orleans: Lillian Hellman, dramaturga i guionista estatunidenca (m. 1984).[14]
- 1915, Xangai, Xina: Terence Young, guionista i director de cinema britànic.
- 1920, Abeokuta, Nigèria: Amos Tutuola, escriptor nigerià (m. 1997).[15]
- 1928, Brooklyn, Nova York, Estats Units: Martin Landau, actor estatunidenc.
- 1929, Filadèlfia, Estats Units: Edith "Edie" Windsor, activista nord-americana pels drets LGBT i gerent de tecnologia a IBM.
- 1930, Falenty, Varsòvia (Polònia): Magdalena Abakanowicz, destacada escultora i artista de l'escola polonesa del tapís (m. 2017).[16]
- 1931, 
  - Grapevine: Mary Lowe Good, química inorgànica que realitzà recerca industrial (m. 2019).[17]
  - Lowell, Massachusetts: Olympia Dukakis, actriu estatunidenca guanyadora d'un Oscar i d'un Globus d'Or.[18]
- 1940, Buenos Aires: Mario Paoletti, escriptor, periodista i literat resident a Toledo, Espanya.
- 1942:
  - - Inglewood, Califòrnia, EUA: Brian Wilson, músic, cantant, compositor i productor musical nord-americà, líder i cofundador dels Beach Boys[19] (m. 2025).[20]
  - Jiahe, Hunan, Xina: Gu Hua, escriptor xinès, Premi Mao Dun de Literatura de l'any 1982.[21]
- 1949, Tuskegee, Alabama (EUA): Lionel Richie, cantant i músic de soul estatunidenc.[22]
- 1952, Saint Louis, Missouri (EUA): John Goodman, actor estatunidenc.[23]
- 1963, Écija, Sevilla: Mercedes Alaya Rodríguez, jutgessa espanyola.[24]
- 1967, Roma, Angela Melillo: una actriu italiana.[25]
- 1976, Brasil: Juliano Haus Belletti, futbolista.
- 1978, North Uist, Escòcia)ː Julie Fowlis, cantant escocesa de folk i música celta, que canta principalment en gaèlic escocès.[26]

## Necrològiques
Països Catalans
- 1904 - Barcelona: Valentí Almirall i Llozer, advocat, periodista i polític català, considerat com a pare del catalanisme modern (n. 1841).
- 1937 - província de Madrid: Andreu Nin, líder del Partit Obrer d'Unificació Marxista (POUM), probablement assassinat per agents soviètics (n. 1892).
- 1939 - Sant Adrià del Besòs: Dolors Giorla Laribal, mestressa de casa catalana, afusellada al Camp de la Bota, víctima de la repressió franquista. (n. 1912)[27]
- 1958 - París: Joan Estelrich i Artigues, escriptor i polític mallorquí.
- 1974 - l'Alguer, Sardenya: Rafael Catardi i Arca, escriptor alguerès.
- 2022 - Barcelona: Jordi Bonet i Armengol, arquitecte i dirigent de l'escoltisme català (n. 1925).

Resta del món
- 1597, Nova Terra: Willem Barentsz, navegant i explorador dels Països Baixos.
- 1787 - Londres: Karl Friedrich Abel, compositor alemany (n. 1723).[8]
- 1883 - París: Gustave Aimard, escriptor de novel·les d'aventures.
- 1894 - Saint-Denis, la Réunion: Hilaire Gabriel Bridet, meteoròleg i militar francès.[28]
- 1908 - Madrid: Federico Chueca, compositor espanyol (n. 1846).
- 1909 - Pärnu (Estònia): Fiódor Fiódorovitx Màrtens, diplomàtic i jurista rus (63 anys).
- 1915 - Berlín (Imperi Germànic): Emil Rathenau, empresari alemany. La seva figura tingué una gran prominència en el desenvolupament de la indústria elèctrica a Europa (n. 1838).[29]
- 1933 - Moscou: Clara Zetkin, política socialista alemanya (75 anys).[30]
- 1936 - Hertford: Margaret Jane Benson, botànica i professora d'universitat britànica (n. 1859).[31]
- 1940 - camp de batalla, durant la Segona Guerra Mundial als voltants de Saumur. Jehan Alain, compositor i organista francès (n. 1911).[8]
- 1956 - Füssen: Minnie Nast, soprano alemanya (n. 1874)[32]
- 1958 - Colònia (Alemanya): Kurt Alder, químic alemany, Premi Nobel de Química de l'any 1950 (n. 1902).[33]
- 1963 - Madrid: Manuel Benedito Vives, pintor valencià, perpetuador de l'escola valenciana del segle xix (87 anys).
- 1965 - Nova York (EUA): Bernard Baruch, financer americà, inversor, filantrop, estadista i consultor polític (n. 1870).[34]
- 1996 - Múrcia: Elisa Séiquer, escultora espanyola (n. 1945).[35]
- 2005 - Dallas, Texas (EUA): Jack Kilby, enginyer estatunidenc, Premi Nobel de Física de l'any 2000 (n. 1923).[36]
- 2015 - Nova York: Miriam Schapiro, artista feminista estatunidenca (n. 1923).[37]

## Festes i commemoracions
- Dia del refugiat

### Santoral[38]

#### Església Catòlica[39]
- Sants al Martirologi romà (2011): Florentina de Cartagena verge (636); Metodi d'Olimp, bisbe i màrtir (312); Edburga de Caistor, verge (s. VII); Gobà de Laon, eremita (670); Silveri I papa; Bagnus de Thérouanne (710); Hèlia d'Öhren, abadessa (750); Adalbert de Magdeburg, bisbe (981); sant Joan de Matera, fundador de l'Orde de Pulsano (1139).
  - Beats: Margarete Ebner, dominica (1351); Dermot O'Hurley, bisbe i màrtir, i Màrtirs de Dublín (1584); Francisco Pacheco i màrtirs jesuïtes de Nagasaki (1626); Thomas Whitbread, William Harcourt, John Fenwich, John Gavan i Tony Turner, jesuïtes màrtirs (1679).
- Sants: Novat de Roma, sant llegendari (151); Pau i Ciríac de Tomi, màrtirs; Macari de Petra (350); Genulf de Caors, bisbe; Latuí de Séez, bisbe; Lucà de Sabiona, sant llegendari; Guibsech de Cluain-Bairenn; a Anglaterra i Gal·les; Maximí de Tongeren, bisbe i màrtir: Albà de Saint-Albans i Eduard el Màrtir, rei.
- Beats: Bertold de Scheda, premonstratenc (1230); Benigna de Wroclaw, monja (1241); Menric de Lübeck, canonge i eremita (1265); Miquel Pagès, dominic; Margarete Ebner, dominica (1351); Margaret Ball, màrtir (1584).
- Venerats a l'Orde de la Mercè: beats Martín de Ágreda (1280); Luis Matienzo (1579).

#### Església Copta
- 13 Baoni: commemoració de Sant Gabriel arcàngel, Joan II de Jerusalem, bisbe.

#### Església Ortodoxa (segons el calendari julià)
- Se celebren els corresponents al 3 de juliol del calendari gregorià.

#### Església Ortodoxa (segons el calendari gregorià)
Corresponen al 7 de juny del calendari julià litúrgic:
- Sants Pancraç, Èsia i Susanna de Taormina, màrtirs (s. I); Teòdot, Tecusa i màrtirs d'Ancira, màrtir (303); Ciríaca, Calèria i Maria de Cesarea, màrtirs (305?); Marcel·lí I, papa de Roma (304), amb Claudi, Quirí i Antoní; Potamiena d'Alexandria, màrtir (304); Marcel I, màrtir i bisbe de Roma, amb: Sisínic, Ciríac i Llarg, i Priscil·la i Lucina de Roma, i Esmeragde, Apronià, Sadurní, Pàpies, Maur i Crescentià, i Artèmia (309); Daniel de Scetes, anacoreta (420); Zenaida de Cesarea, màrtir; Licarió d'Hermòpolis; Àntim el Hieromonjo; Sebastià el Taumaturg; Panagis i Paisi de Cefalònia; Antoni de Kensk, monjo (1634); mort d'Antoni Ivànovitx de Valaam, foll per Crist (1832); Andrònic de Perm, màrtir (1918), amb Alexandre, Aleix, Alexandre, Valentí, Benjamí i Víctor, Alexandre, Pau, Vladímir i Ignasi, Miquel, Nicolau, Pau, Alexandre, Nicolau, Gregori, Atanasi i Alexandre, preveres màrtirs; Nicolau i Pater, preveres màrtirs (1919); Esteve, monjo; Sants Pares d'Ivanov; Tarasi i Joan, màrtirs.

#### Església Evangèlica d'Alemanya
- Johann Georg Hamann, teòleg.